# تونی هالند
تونی هالند (انگلیسی: Tony Holland؛ ۱۸ ژانویهٔ ۱۹۴۰ – ۲۸ نوامبر ۲۰۰۷) فیلم‌نامه‌نویس، هنرپیشه اهل بریتانیا بود.
از فیلم‌ها یا مجموعه‌های تلویزیونی که وی در آن‌ها نقش داشته‌است می‌توان به ایست‌اندرز اشاره نمود.